# Kiševo
Kiševo je naseljeno mjesto u općini Neum, Federacija BiH, BiH.

## Povijest
Selo se spominje u izvještaju splitskoga dominikanca Danijela iz 1589. pod nazivom Chisevo.

## Stanovništvo

### 1991.
Nacionalni sastav stanovništva 1991. godine, bio je sljedeći:
ukupno: 11
- Hrvati - 11

### 2013.
Nacionalni sastav stanovništva 2013. godine, bio je sljedeći:
ukupno: 12
- Hrvati - 12

### Članci
- Vidović, Domagoj. 2009. Gradačka toponimija. Folia onomastica Croatica. Zavod za lingvistička istraživanja HAZU. Zagreb.  (18): 171–221

## Vanjske poveznice
- Satelitska snimka[neaktivna poveznica]